# Dyfed

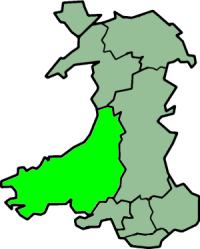
Dyfed dal 2003

Il Dyfed è una contea preservata del Galles, situata nel sud-ovest del Paese. Prende il nome dal medievale Regno del Dyfed.

## Storia moderna
Nella riorganizzazione amministrativa del 1974, la nuova contea non metropolitana che comprendeva le contee tradizionali di Cardiganshire, il Carmarthenshire e il Pembrokeshire ebbe il nome di Dyfed.
Fu divisa in sei distretti: Carmarthen, Ceredigion, Dinefwr, Llanelli, Preseli e Pembrokeshire meridionale.
Tuttavia, la successiva riorganizzazione del governo locale (1º aprile del 1996) restaurò il Cardiganshire, il Carmarthenshire e il Pembrokeshire per scopi amministrativi. Oggi Dyfed è una "contea preservata".